# Cavendish (Vermont)
Cavendish est une ville du comté de Windsor au Vermont aux États-Unis. En 2010 la population était de 1 367 habitants.
|                  | Reading (Vermont) |                     |
| Ludlow (Vermont) | Cavendish         |                     |
|                  |                   | Baltimore (Vermont) |

## Personnalités liées à la commune
- Alexandre Soljenitsyne , écrivain, y a séjourné lors de son exil aux États-Unis dans les années 1980.